# Phalanx CIWS

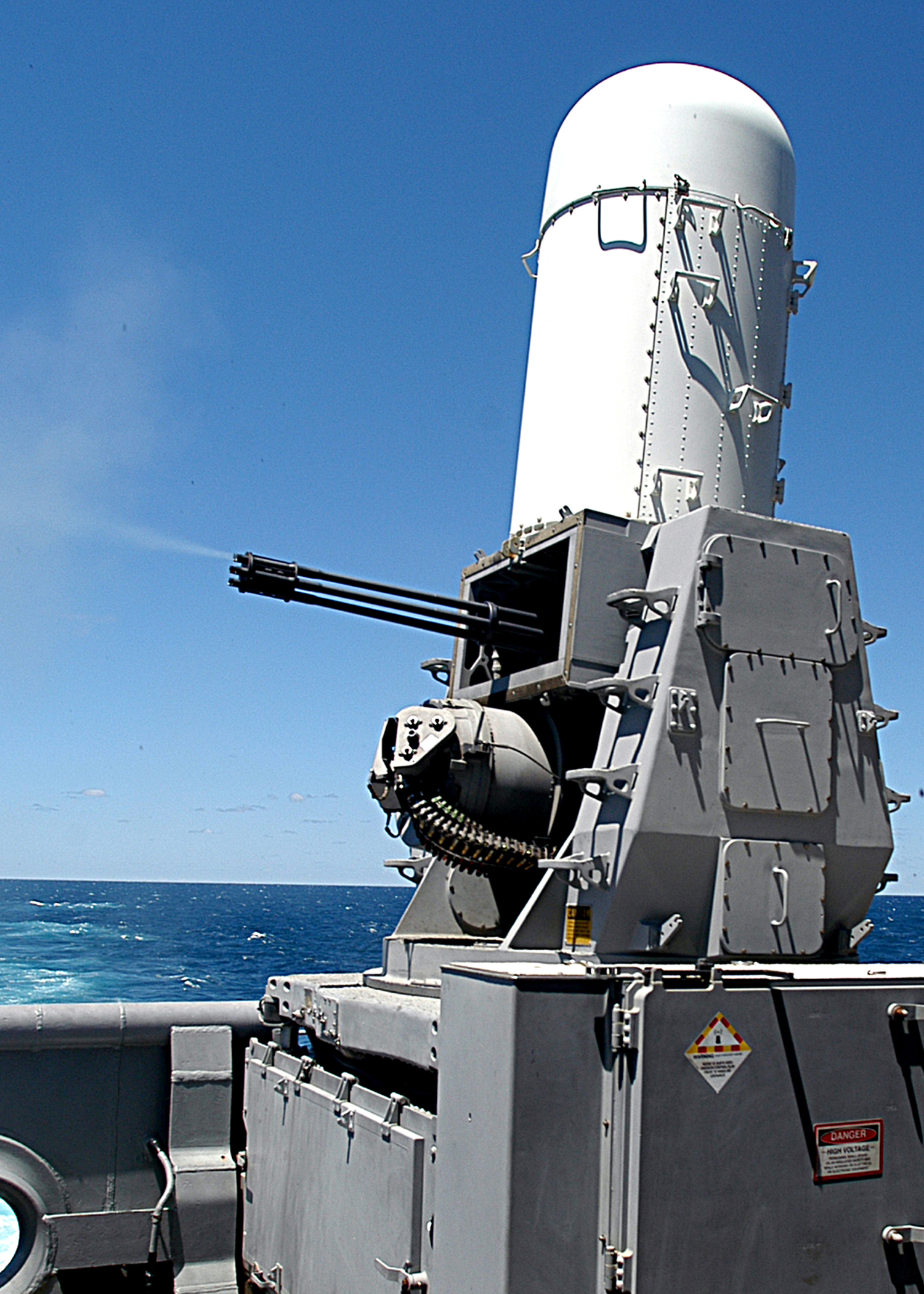
Phalanx CIWS auf der USS Kearsarge (LHD 3)

Das Phalanx Mk-15 von Raytheon (früher Hughes) ist ein US-amerikanisches Nahbereichsverteidigungssystem (engl. kurz: CIWS) zur Abwehr anfliegender Flugkörper sowie kleiner Wasserfahrzeuge und Seeminen mit einer M61-Vulcan-Kanone.
Das System ist auf fast jedem Schiff der US Navy installiert und wurde in über 20 Länder exportiert.

## Geschichte
Das System wurde in den 1970er-Jahren entwickelt, um die Schiffe, insbesondere die Flugzeugträger, der United States Navy gegen Angriffe der sowjetischen Marine zu schützen. Diese verfügte über Bomber vom Typ Tupolew Tu-22M, die mit hoher Geschwindigkeit fliegende Seezielflugkörper tragen konnten. Das System wurde zunächst auf dem Zerstörer Bigelow installiert und umfangreichen Tests unterzogen. Das erste Serienmodell kam auf der Coral Sea zum Einsatz. Im Laufe der Jahre wurde das System mehrmals verbessert und ist heute noch neben dem RAM-System im Einsatz. Als Ersatz steht das SeaRAM-System, ebenfalls von Raytheon, bereit. Es kombiniert die Such- und Feuerleitelektronik von Phalanx mit den RAM-Lenkwaffen und kann ohne größere Umbauten ein bereits vorhandenes Phalanx-System ersetzen.
Von den Besatzungen der Schiffe erhielten die Phalanx-Systeme den Spitznamen „R2-D2“, weil sie mit ihrem Aussehen an den Droiden R2-D2 aus den Star-Wars-Filmen erinnern.
Das System ist inzwischen auf fast jedem Schiff der US Navy installiert und wurde in über 20 Länder exportiert. Auch die indische Marine erhielt bereits zwei Stück mit dem Kauf der USS Trenton im Januar 2007 und prüfte die Beschaffung weiterer Block-1B-Systeme für andere Schiffe. Die Queen-Elizabeth-Klasse, die neue Flugzeugträgerklasse der britischen Royal Navy, verfügt über je drei Phalanx-Systeme zur Luftverteidigung. Die Bundesmarine setzt statt Phalanx-Systemen das System RIM-116 Rolling Airframe Missile als Nahbereichsverteidigungssystem ein.
Am 30. Januar 2024 schoss die USS Gravely mithilfe des CIWS einen Seezielflugkörper der Huthi im Roten Meer ab.

## Funktionsweise und Technik
Das System besteht aus einer M61-Vulcan-Kanone, einem Feuerleitradar über der Kanone und einen (fast) vollbeweglichen Geschützturm. Die Zielermittlung kann automatisch erfolgen oder von einem externen System zugewiesen werden. Die Bekämpfung erfolgt durch mehrere Feuerstöße des CIWS mit panzerbrechenden 20-mm-Geschossen (Typ: Armor Piercing Discarding Sabot (APDS)). Durch die Autonomie des Gesamtsystems ist es nicht auf die Systeme des Schiffes angewiesen, sondern funktioniert auch dann noch, wenn beispielsweise die Gefechtsleitzentrale oder die Sensoren (Radare) des Schiffes zur Leitung anderer Systeme – beispielsweise für die Sea Sparrow oder RAM – bereits ausgefallen sind.

## Versionen

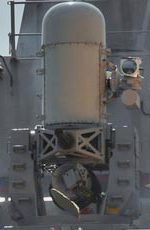
Phalanx Block 1B

Block 0: Die erste einsatzbereite Version umfasste das ursprüngliche Such-/Ziel-Radar sowie die M61A1 Gatling-Kanone mit 989 Schuss und einer Feuerrate von 3000 Schuss/min (Kaliber: 20 mm).
Block 1: Es wurde ein neues Suchradar eingebaut, welches genauer arbeitet, einen weiteren Suchradius abdeckt und mehr Möglichkeiten hat, hochfliegende Flugkörper zu erfassen. Die Läufe der Kanone wurden besser fixiert, was die Reichweite und Präzision erhöhte. Des Weiteren konnte die Feuerrate von 3000 auf 4500 Schuss/min (75 Schuss/sec.) erhöht werden. Anstatt der Munition auf Basis von abgereichertem Uran wurde Wolframmunition eingeführt, wobei auch das Magazin von 960 auf 1500 Schuss vergrößert wurde. Auch wurde die Rechenkapazität erhöht.
Block 1A: Um die Rechenleistung weiter zu erhöhen, wurde das System mit einem High Order Language Computer ausgerüstet, der besser und schneller auf manövrierende, schnelle Ziele reagieren kann. Das Feuerleitsystem konnte nun auch mit einem RAM-Starter gekoppelt werden, um diesen mit Zieldaten zu versorgen.
Block 1B Phalanx Surface Mode: Das Hauptmerkmal dieser Version ist das seitlich montierte FLIR- und AAVT (Automatic Acquisition Video Tracker)-System. Hauptzweck ist das bessere Erfassen von Seeminen, Drohnen, Flugzeugen, kleinen Booten und Hubschraubern, die das System nun autonom bekämpfen kann. Das FLIR/AAVT-System verbessert überdies die Leistungsfähigkeit gegenüber modernen, überschallschnellen Flugkörpern, da diese nun durch eine zusätzliche EO-Zielerfassung schneller und präziser bekämpft werden können. So konnte in einem Test ein Mach 2,4 schneller Flugkörper vom Typ MQM-8 Vandal auf eine Distanz von 10 km durch Radar und 7,7 km durch Infrarot erfasst und bei einer Entfernung von 1,4 km vernichtet werden. Des Weiteren wurde ein neuer Munitionstyp eingeführt, der in Tests der US Navy hinsichtlich der Abschusswahrscheinlichkeit (engl. „kill probability“) an die Leistung von 30-mm-Munition heranreichte. Auch die Effektivität der Kanone wurde ein weiteres Mal gesteigert und weist nun etwa 35 % weniger Streuung auf als das Basismodell. In der „Baseline 1“-Ausführung wird auch die neu entwickelte Radaranlage des SeaRAM-Systems implementiert. Im April 2017 wurde eine modernisierte Version erfolgreich getestet.

## Technische Daten

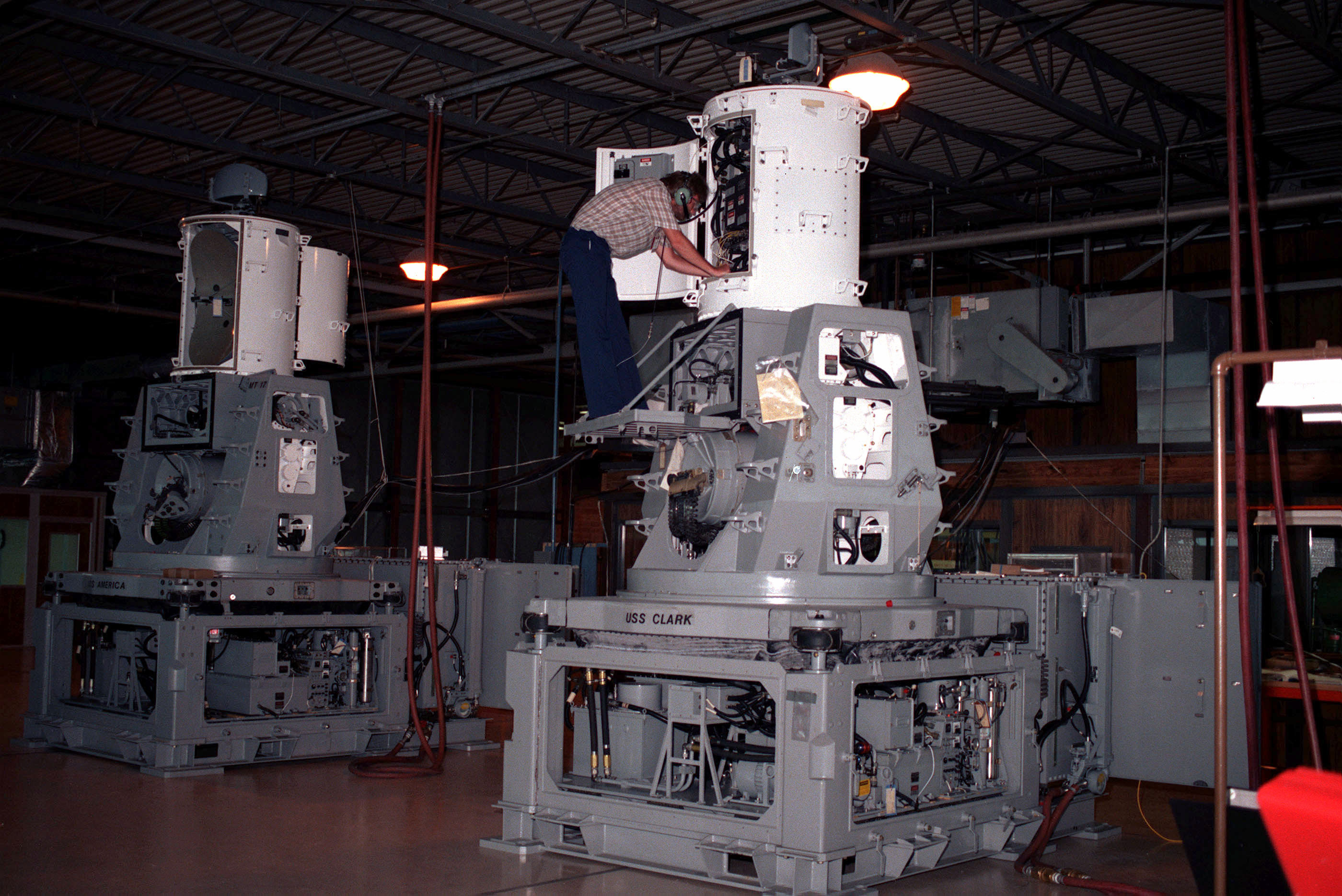
Zwei geöffnete Phalanx-Systeme

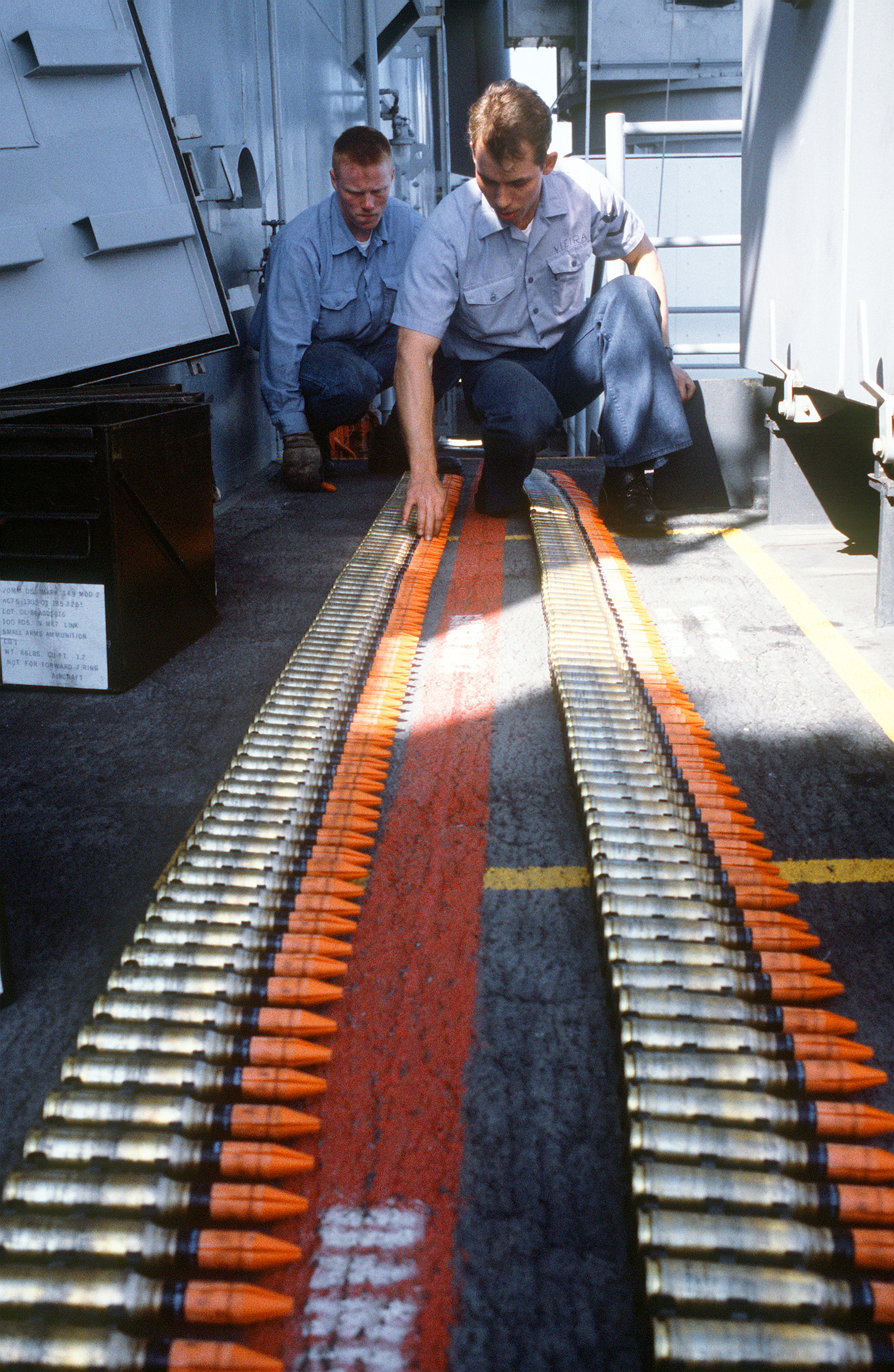
Munition vom Typ Mk 149-2

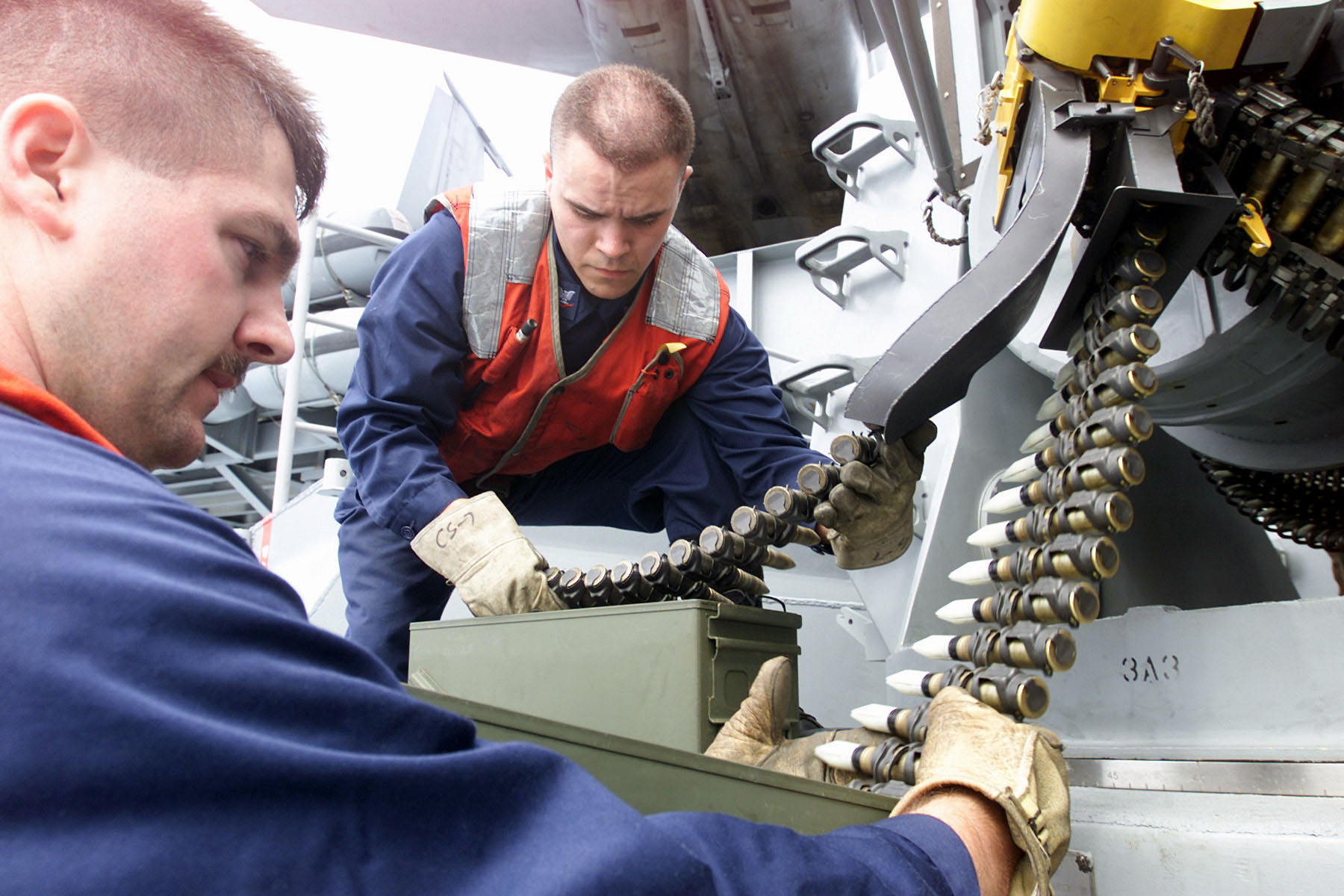
Munition vom Typ Mk 149-4

| - Lauflänge: - Block 0 bis 1A: 1520 mm - Block 1B: 1981 mm - Kadenz: - Block 0: 3000 Schuss/min - Ab Block 1: 3000 oder 4500 Schuss/min - Magazinkapazität: - Block 0: 989 Schuss - Ab Block 1: 1550 Schuss - Mündungsgeschwindigkeit: 1113 m/s (Mk 149) - Maximale Reichweite: 5500 m (Mk 149-4) - Feuerreichweite: ca. 3500 m - Zerstörungsreichweite: ca. 1500 m - Streuung: - Block 0: 1,2 mrad - Block 1B: 0,8 mrad | - Radar: - Frequenzbereich: 12–18 GHz (Ku-Band) - Verfolgungsgenauigkeit: 2–3 mrad - Betriebsmodi: MTI, Impuls/Doppler, Monopuls - FLIR (nur Block 1B): - Frequenzbereich: 2,5–38 THz (8–120 µm; Infrarot) - Verfolgungsgenauigkeit: 0,01–0,05 mrad - Energiebedarf: - Suchmodus: 18 kW - Verfolgungsmodus: 70 kW |

| Variante                   | Block 0     | Block 1     | Block 1B    |
| -------------------------- | ----------- | ----------- | ----------- |
| Elevation                  | −10° / +80° | −20° / +80° | −25° / +85° |
| Geschwindigkeit vertikal   | 86°/s       | 86°/s       | 115°/s      |
| Azimut                     | ± 150°      | ± 150°      | ± 150°      |
| Geschwindigkeit horizontal | 100°/s      | 100°/s      | 115°/s      |
| Drehradius                 | 3,48 m      | 3,48 m      | k. A.       |

| Bezeichnung        | Mk 149              | Mk 149-2            | Mk 149-4      | Mk 244-0 ELC 1 |
| ------------------ | ------------------- | ------------------- | ------------- | -------------- |
| Typ                | APDS                | APDS                | APDS          | APDS           |
| Kaliber            | 20 x 102 mm         | 20 x 102 mm         | 20 x 102 mm   | 20 x 102 mm    |
| Patronengewicht    | 263 g               | 263 g               | 263 g         | k. A.          |
| Patronenlänge      | 168 mm              | 168 mm              | 168 mm        | < 168 mm       |
| Projektilgewicht   | 100 g               | 100 g               | 100 g         | 150 g          |
| Hülsenlänge        | 102 mm              | 102 mm              | 102 mm        | > 102 mm       |
| Penetratormaterial | abgereichertes Uran | abgereichertes Uran | Wolframcarbid | Wolframcarbid  |
| Penetratorkaliber  | 12,75 mm            | 12,75 mm            | 12,75 mm      | 17,60 mm       |
| Penetratorgewicht  | 70 g                | 70 g                | 70 g          | 105 g          |
| Verwendung         | Block 0             | Block 0             | Block 1       | Block 1B       |

## Centurion C-RAM

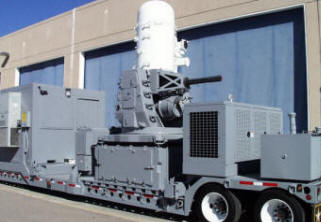
C-RAM des Rüstungsunternehmens Raytheon

Im Auftrag der US Army wurde eine Landversion zur Abwehr von Mörser- und Artilleriegranaten entwickelt, welche C-RAM (counter rocket artillery mortar system) genannt wird und seit 2008 mit dem Beinamen Centurion C-RAM produziert wurde. Auch wenn der Begriff „C-RAM“ im Phalanx Mk-15-System seinen Ursprung hat und teilweise Synonym verwendet wird, wird der Begriff „C-RAM“ auch für gleichartige Systeme anderer Rüstungshersteller, wie dem NBS C-RAM, verwendet.
Das Centurion Phalanx CIWS C-RAM verwendet als Schutz vor einer Serie herabfallender Geschosse selbstzerstörende Munition, sogenannte HEIT-SD (high-explosive incendiary tracer, self-destruct). Diese Geschosse explodieren entweder bei Aufschlag auf das Ziel oder bei Brennschluss des Leuchtspursatzes, wodurch Gefährdungen durch Geschosse, die ihr Ziel verfehlen, erheblich vermindert werden. Im November 2007 bestellte die US Army insgesamt 12 C-RAM-Systeme. Im Irak konnte das System bis zum August 2009 über 110 Angriffe durch Mörsergranaten abwehren.

## Laser Area Defense System
2007 entwickelte Raytheon ein mit Lasertechnologie ausgerüstetes Phalanx-System, das LADS (Laser Area Defense System). Hierbei wurde das Gatling-Geschütz durch 40 gebündelte Faserlaser mit einer Gesamtleistung von 20 kW ersetzt. Der Aufbau und die Sensoren mussten nur geringfügig modifiziert werden. Später wurden zwei Einsatzgebiete für das LADS angedacht: Zum einen eine fahrzeuggestützte Variante, die Mörsergranaten und Raketen bekämpfen kann, zum anderen eine schiffsgestützte Version, welche für den Einsatz gegen Seezielflugkörper konzipiert ist.
Während eines Tests im Januar 2007 konnte das System eine 60-mm-Mörsergranate auf eine Distanz von 500 Metern zerstören. Raytheon arbeitete danach an einer verbesserten Variante, die eine Reichweite von 1000 Metern und mehr erreichen sollte.

## Vergleichbare Systeme
- GDM-008 Millennium
- Goalkeeper
- AK-230
- AK-630
- Typ 730 (Chinesisches CIWS)
- MANTIS
- MLG 27